# KFC Roulers
 (mai 2024).
Maillots
Dernière mise à jour : 10 février 2012.
Le Koninklijke Football Club Roeselare est un ancien club de football belge, situé dans la ville de Roulers. Porteur du matricule 286, il joue 23[pas clair] dans les divisions nationales[Quoi ?], dont 18[pas clair] au troisième niveau. Il disparaît en 1999 dans une fusion avec l'autre club de la ville, le SK Roulers, pour former le KSV Roulers.

## Histoire

### Fondation et refondation
Un premier club est fondé en 1910 sous le nom de Football Club Roulers. Celui-ci est dissous pendant la Première Guerre mondiale, et reconstitué par ses dirigeants le 29 mars 1923. Il s'affilie directement à l'Union belge, et est intégré aux séries régionales de Flandre-Occidentale. En décembre 1926, le club reçoit le matricule 286. Le club se voit attribuer le titre de « Société Royale » le 19 juin 1935, et change son nom en Royal Football Club Roulers, ce qui confirme qu'il a été fondé en 1910.

### Débuts en nationales
Le KFC Roulers rejoint la Promotion, alors troisième et dernier niveau national, en 1942. Il rate de peu le titre lors de sa deuxième saison en nationales, devancé par Halle pour avoir concédé plus de défaites. La saison suivante, le club est à nouveau vice-champion, cette fois derrière Menen. L'année suivante par contre, le club ne joue plus les premiers rôles, et est même renvoyé vers les séries provinciales.
Lors de la saison 1947-1948, le club remporte le titre dans sa série provinciale, mais à la suite d'une erreur administrative concernant l'affiliation d'un joueur, il ne peut remonter en Promotion. Ce n'est que partie remise à la saison suivante, le club remportant à nouveau le titre, et cette fois aucun élément extérieur ne bloque leur retour à l'échelon national. Le KFC Roulers est relégué vers le quatrième niveau national créé en 1952, et qui hérite du nom de Promotion. Après trois saisons, le club est à nouveau renvoyé vers les séries provinciales.

### Retour en nationales, accession à la Division 3, et disparition
Il doit ensuite attendre 30 ans avant de revenir en Promotion lors de la saison 1986-1987. Il remporte directement le titre, son premier en nationales, et monte en troisième division, où il retrouve l'autre équipe de la ville, le KSK Roulers. Le club s'y maintient trois ans puis retourne en Promotion pour deux saisons. En 1991, il revient en Division 3, où il joue jusqu'en 1999. Le club termine alors dernier, et doit redescendre en Promotion.
Sous la pression des autorités communales et de certains sponsors, les deux clubs de la ville, le KFC et le KSK, promu en Division 2 un an plus tôt, fusionnent. Le nouveau club est baptisé Koninklijke Sportvereniging Roeselare, et conserve le matricule 134 du KSK, ainsi que son stade, le Schiervelde. Le matricule 286 du KFC est ensuite radié par la Fédération.

### Le «nouveau FC Roulers»
En 2000, un certain nombre de sympathisants du KFC Roulers, réfractaires à la fusion, décident de recréer un club baptisé Club Roeselare. Ce nouveau club reçoit le matricule 9360 lors de son affiliation à l'Union Belge, et débute en 4e provinciale (P4) en 2000-2001 et conquiert directement le titre pour monter en de P3. 
En 2013, le « Club » monte en 1re provinciale. Il s'est installé dans l'ancien antre du « KFC », le Rodenbachstadion.

## Résultats dans les divisions nationales
Statistiques clôturées, club disparu

### Palmarès
- 2 fois champion de Promotion en 1987 et 1991.

### Bilan
| Niv | Divisions     | Jouées | Titres | TM Up | TM Down |
| --- | ------------- | ------ | ------ | ----- | ------- |
| I   | 1re nationale | 0      | 0      |       |         |
| II  | 2e nationale  | 0      | 0      |       |         |
| III | 3e nationale  | 18     | 0      |       |         |
| IV  | 4e nationale  | 5      | 2      |       |         |
| V   | 5e nationale  | 0      | 0      |       |         |
|     |               |        |        |       |         |
|     | TOTAUX        | 23     | 2      | 0     | 0       |

- TM Up : test-match pour départager des égalités, ou toutes formes de Barrages ou de Tour final pour une montée éventuelle.
- TM Down : test-match pour départager des égalités, ou toutes formes de Barrages ou de Tour final pour le maintien.

### Classements saison par saison
| Ordre                                   | Saison  | Nom du club                                                                        | Niveau                                                                             | Classement final                                                                   | Remarques                                                                          |
| --------------------------------------- | ------- | ---------------------------------------------------------------------------------- | ---------------------------------------------------------------------------------- | ---------------------------------------------------------------------------------- | ---------------------------------------------------------------------------------- |
| 1                                       | 1942-43 | KFC Roulers                                                                        | Promotion (D3) série D                                                             | 9e/15                                                                              |                                                                                    |
| 2                                       | 1943-44 | KFC Roulers                                                                        | Promotion (D3) série A                                                             | 2e/14                                                                              | [ saisons 1 ]                                                                      |
| compétitions interrompues par la guerre |         |                                                                                    |                                                                                    |                                                                                    |                                                                                    |
| 2                                       | 1945-46 | KFC Roulers                                                                        | Promotion (D3) série A                                                             | 2e/19                                                                              | [ saisons 2 ]                                                                      |
| 4                                       | 1946-47 | KFC Roulers                                                                        | Promotion (D3) série D                                                             | 14e/17                                                                             | Relégué!                                                                           |
| séries provinciales                     |         |                                                                                    |                                                                                    |                                                                                    |                                                                                    |
| 5                                       | 1949-50 | KFC Roulers                                                                        | Promotion (D3) série A                                                             | 5e/16                                                                              |                                                                                    |
| 6                                       | 1950-51 | KFC Roulers                                                                        | Promotion (D3) série B                                                             | 8e/16                                                                              |                                                                                    |
| 7                                       | 1951-52 | KFC Roulers                                                                        | Promotion (D3) série B                                                             | 10e/16                                                                             | Relégué!                                                                           |
| 8                                       | 1952-53 | KFC Roulers                                                                        | Promotion série A                                                                  | 6e/16                                                                              |                                                                                    |
| 9                                       | 1953-54 | KFC Roulers                                                                        | Promotion série D                                                                  | 9e/16                                                                              |                                                                                    |
| 10                                      | 1954-55 | KFC Roulers                                                                        | Promotion série C                                                                  | 14e/16                                                                             | Relégué!                                                                           |
| séries provinciales                     |         |                                                                                    |                                                                                    |                                                                                    |                                                                                    |
| 11                                      | 1986-87 | KFC Roulers                                                                        | Promotion série A                                                                  | 1er/16                                                                             | Champion et promu!                                                                 |
| 12                                      | 1987-88 | KFC Roulers                                                                        | Division 3 série A                                                                 | 5e/16                                                                              |                                                                                    |
| 13                                      | 1988-89 | KFC Roulers                                                                        | Division 3 série A                                                                 | 6e/16                                                                              |                                                                                    |
| 14                                      | 1989-90 | KFC Roulers                                                                        | Division 3 série A                                                                 | 16e/16                                                                             | Relégué!                                                                           |
| 15                                      | 1990-91 | KFC Roulers                                                                        | Promotion série A                                                                  | 1er/16                                                                             | Champion et promu!                                                                 |
| 16                                      | 1991-92 | KFC Roulers                                                                        | Division 3 série A                                                                 | 8e/16                                                                              |                                                                                    |
| 17                                      | 1992-93 | KFC Roulers                                                                        | Division 3 série A                                                                 | 3e/16                                                                              |                                                                                    |
| 18                                      | 1993-94 | KFC Roulers                                                                        | Division 3 série A                                                                 | 15e/16                                                                             | [ saisons 4 ]                                                                      |
| 19                                      | 1994-95 | KFC Roulers                                                                        | Division 3 série A                                                                 | 6e/16                                                                              |                                                                                    |
| 20                                      | 1995-96 | KFC Roulers                                                                        | Division 3 série A                                                                 | 7e/16                                                                              |                                                                                    |
| 21                                      | 1996-97 | KFC Roulers                                                                        | Division 3 série A                                                                 | 6e/16                                                                              |                                                                                    |
| 22                                      | 1997-98 | KFC Roulers                                                                        | Division 3 série A                                                                 | 6e/16                                                                              |                                                                                    |
| 23                                      | 1998-99 | KFC Roulers                                                                        | Division 3 série A                                                                 | 16e/16                                                                             | Relégué!                                                                           |
| X                                       | 1999    | Fusion avec le KSK Roulers pour former le KSV Roulers, le matricule 286 est radié. | Fusion avec le KSK Roulers pour former le KSV Roulers, le matricule 286 est radié. | Fusion avec le KSK Roulers pour former le KSV Roulers, le matricule 286 est radié. | Fusion avec le KSK Roulers pour former le KSV Roulers, le matricule 286 est radié. |